# 会津防災
会津防災（あいづぼうさい）とは、福島県河沼郡柳津町から同県耶麻郡西会津町に至る国道49号の道路改良防災事業である。

## 概要
国道49号の柳津町から西会津町までの区間は急なカーブや勾配を含んでおり、冬季には雪により車の立ち往生が発生することがあった。この事業では、同区間をトンネルを含んだ新しいルートで現在のルートを代替することで円滑な通行を確保することを目的としている。

### 路線データ
- 起点 - 福島県河沼郡柳津町藤
- 終点 - 福島県耶麻郡西会津町睦合
- 延長 - 3.0 km
- 構造規格 - 第3種第2級
- 設計速度 - 60 km/h
- 車線数 - 2車線[1]

### 道路施設
西藤橋（仮称）
- 全長：122m

柳津町藤にて一級水系阿賀野川水系不動川を渡る。
藤睦トンネル（仮称）
- 全長：2,739m

## 歴史
- 2014年度（平成26年度） - 事業化[1]